# Apolipoprotein A1
Apolipoprotein A1 (ApoA1) ist das Protein im Blut von Wirbeltieren, das HDL-Partikel aus Cholesterin und Fettsäuren zusammenhält. Diese Partikel werden zur Leber transportiert und das Cholesterin dort abgebaut oder ausgeschieden (reverser Cholesterintransport). ApoA1 ist auch unentbehrlicher Kofaktor für das Enzym LCAT, das zu demselben Stoffwechselweg beiträgt. Es ist zudem Teil von Chylomikronen. Beim Menschen wird APOA1 in der Leber und im Dünndarm exprimiert. Mutationen in APOA1 können zu erblichem ApoA1-Mangel, und dieser zu HDL-Mangel oder Polyneuropathie Typ FAP-III führen.
ApoA1 gehört zu den Apolipoproteinen, einer Gruppe von Transportproteinen.
Als Teil des SPAP-Komplexes aktiviert ApoA1 die Motilität der Spermien. Es interagiert mit ApoA1-bindendem Protein und Clusterin. In Alzheimer-Patienten bindet ApoA1 an Beta-Amyloid und verhindert Schäden durch dieses Protein. Infusionen mit ApoA1 werden in klinischen Studien als mögliches Mittel gegen Atherosklerose in Erwägung gezogen. Atherosklerotische Patienten zeigen erhöhte Werte für ApoA1-Nitrat.
In dem norditalienischen Dorf Limone am Westufer des Gardasees wurden in einer Studie bei einer Gruppe genetisch bedingt hohe ApoA1(Milano)-Werte identifiziert. Die Träger des Gens lassen sich auf ein Ehepaar aus dem Jahr 1644 zurückführen.